# 산 살바토레 알 베스코보

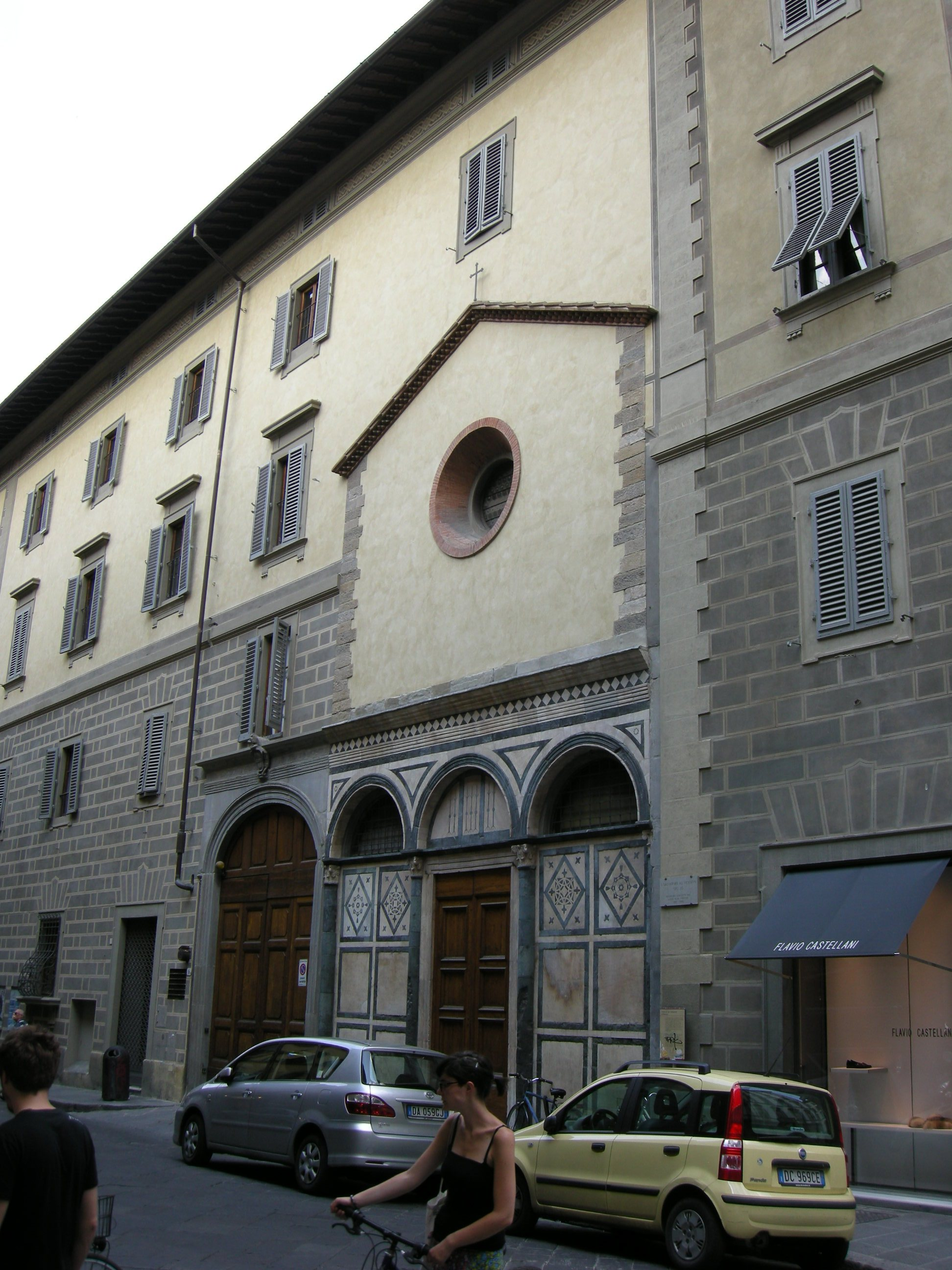
산 살바토레 알 베스코보

산 살바토레 알 베스코보(San Salvatore al Vescovo)는 이탈리아 피렌체에 있는 교회당이다.
11세기에 처음으로 지어졌고 이후 몇 차례 개보수가 이뤄졌다. 파사드의 아래 부분은 이중 색상으로 된 대리석 장식이 들어간 로마네스크 건축 양식으로 지어졌다.

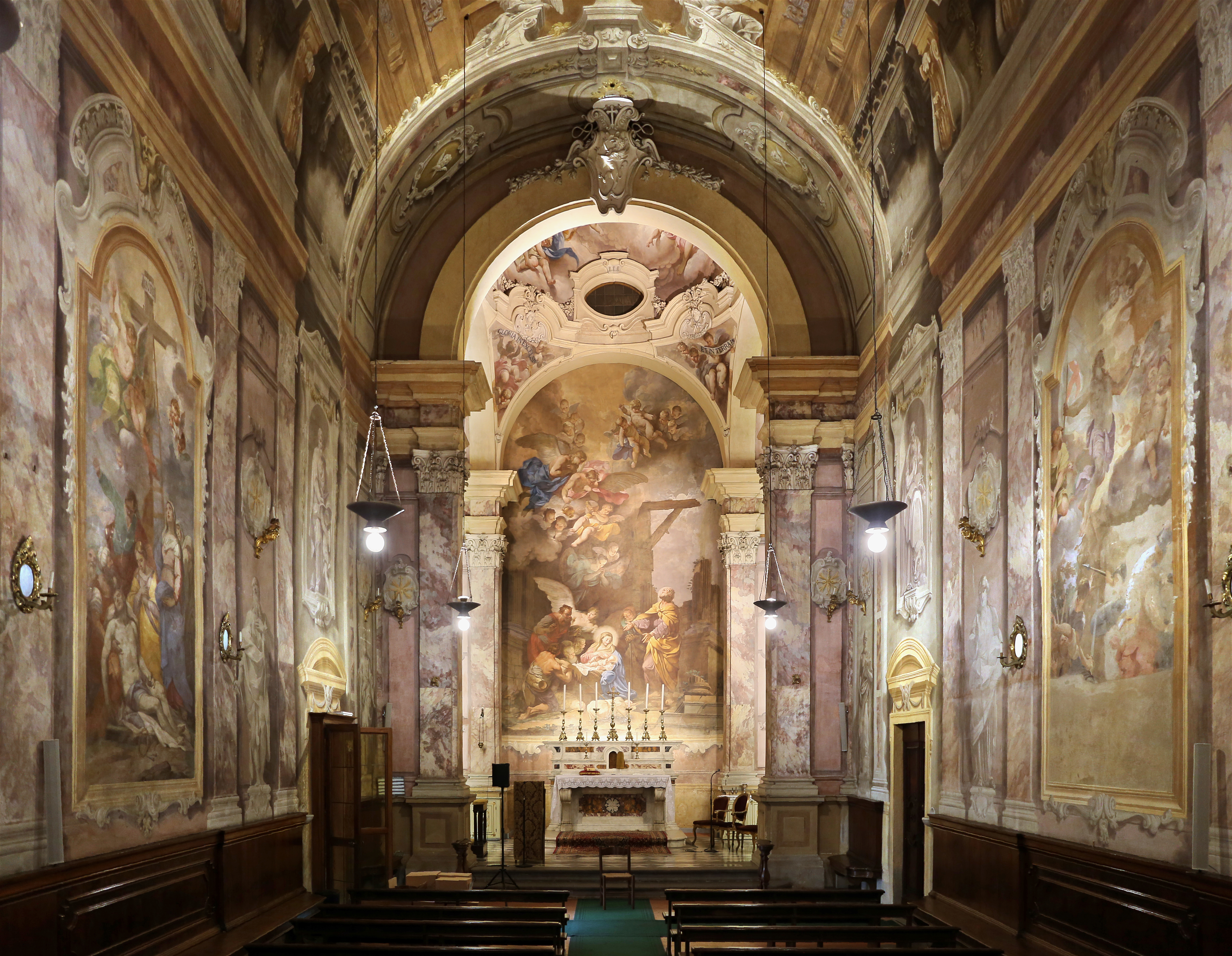
내부
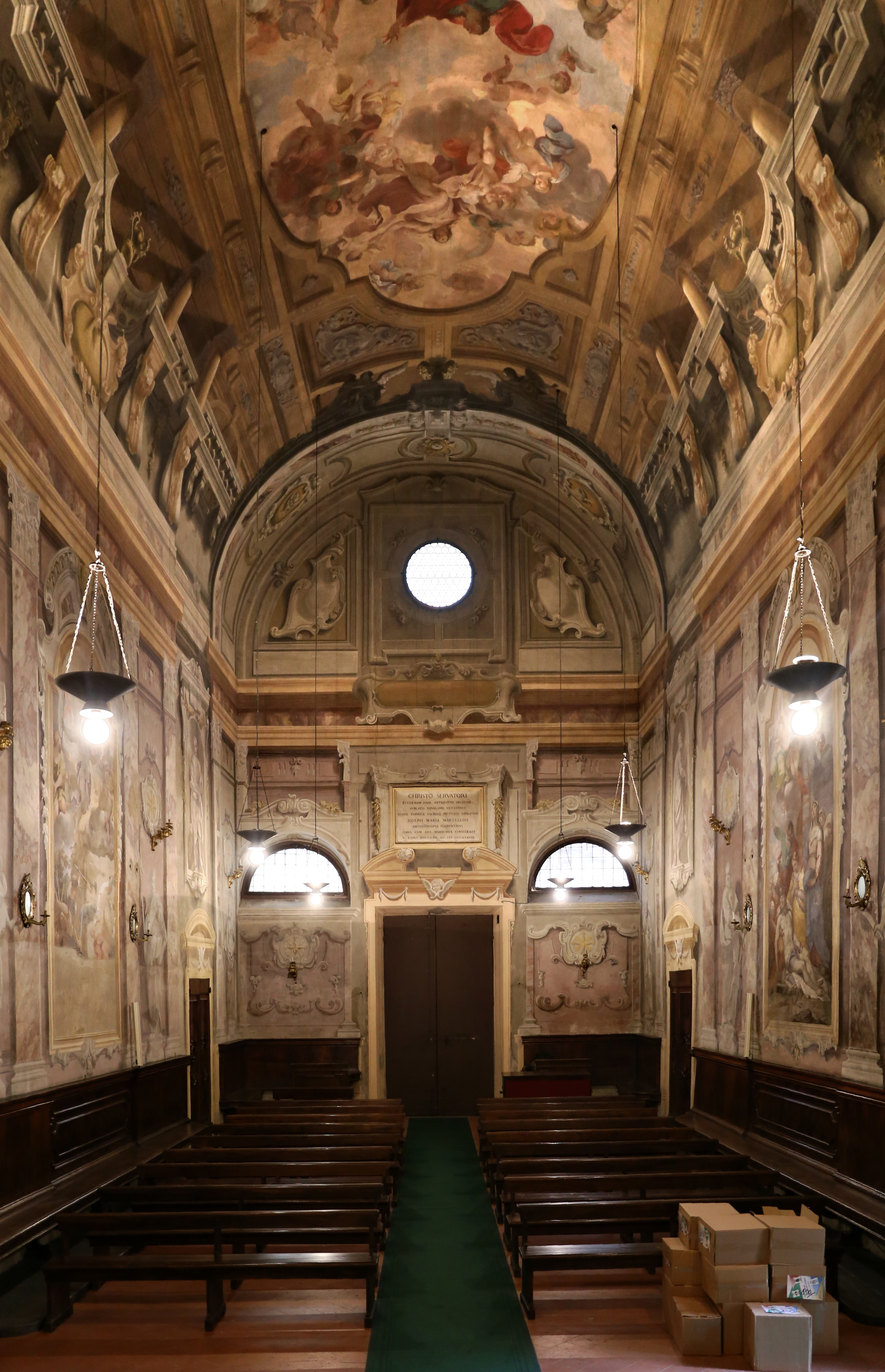
내부
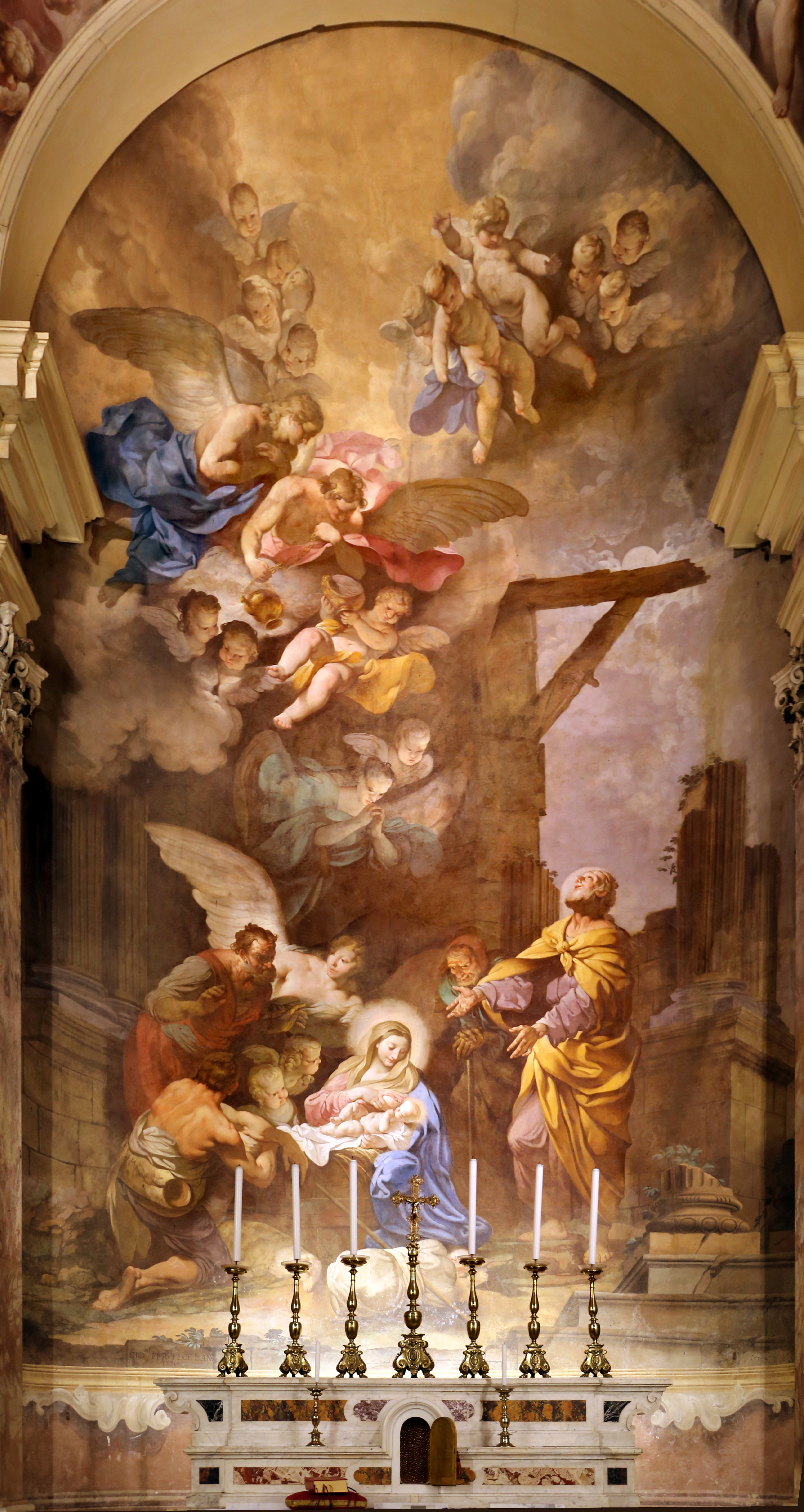
잔 도메니코 페레티(Gian Domenico Ferretti)의 '목자들의 경배'(1738년작)
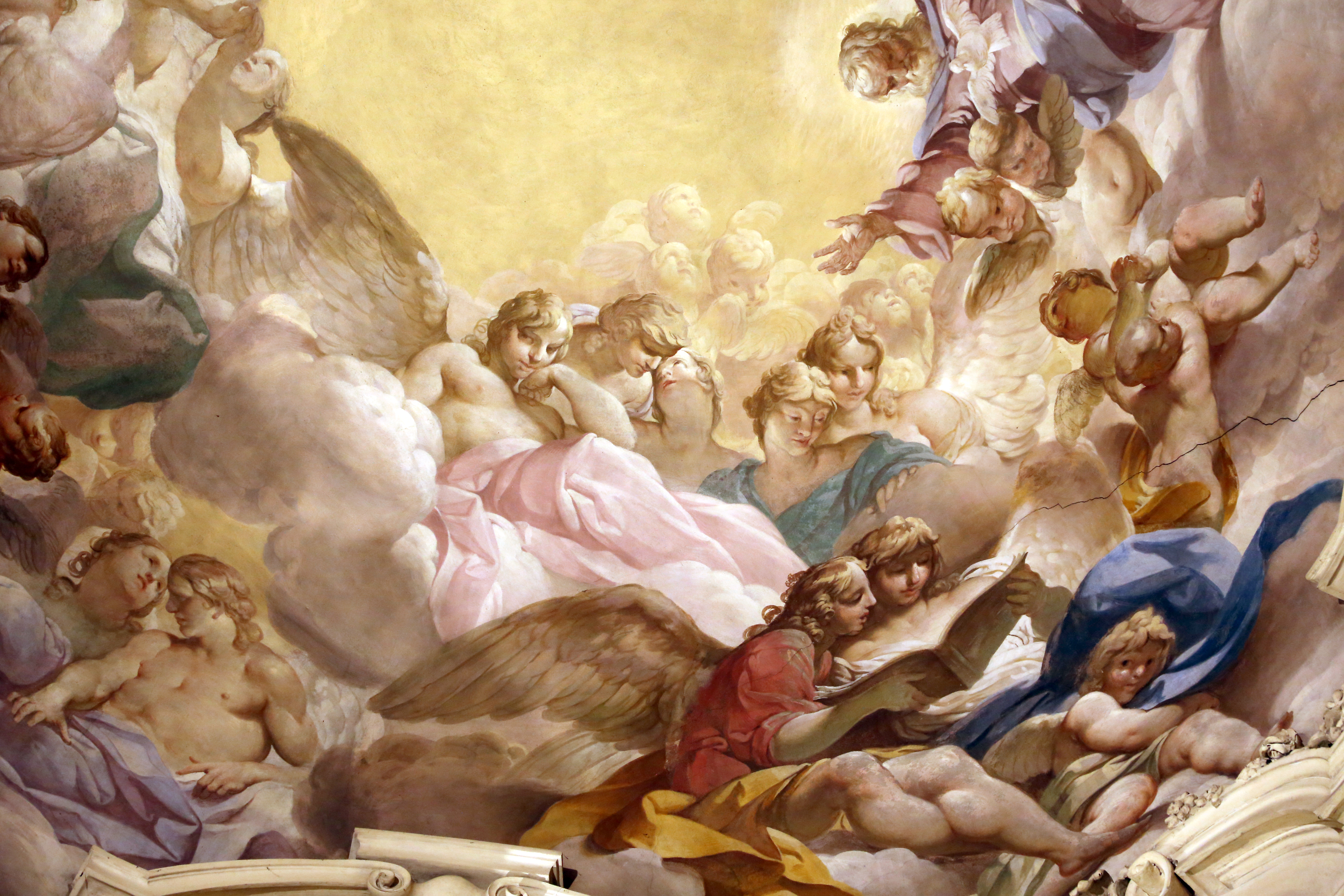
잔 도메니코 페레티(Gian Domenico Ferretti)의 큐폴라의 프레스코화
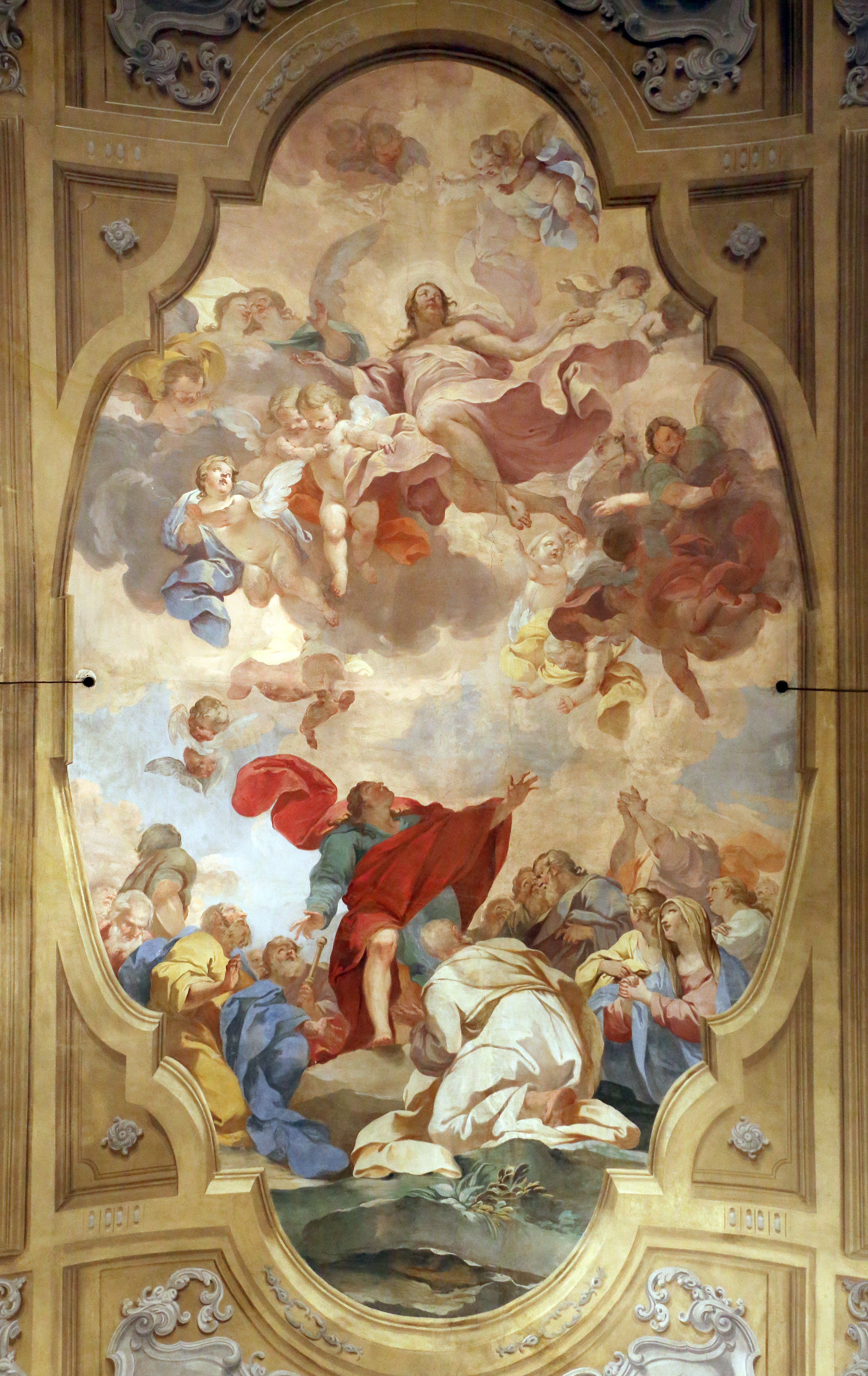
벤첸초 메쿠치(Vincenzo Meucci)의 '예수의 승천'